# Amorphous
Amorphous（アモルファス）は、日本・北海道帯広市を拠点に活動する音楽プロジェクト。ボーカリスト兼キーボーディストのらいらいながまさによるソロユニットで、R&B、ソウル、ジャズ、エレクトロニカなど多彩なジャンルを横断するクロスオーバーサウンドが特徴。

## 概要
プロジェクト名の「Amorphous」は“無定形”“流動的”を意味し、ジャンルや形式にとらわれない自由な音楽性を象徴している。音楽的には、浮遊感のあるシンセサイザー、深みのある低音、そしてエフェクト処理を施した多層的なボーカルが中心となっており、「夜」「風景」「内面」といったテーマを想起させる特徴的な音世界を構築している。
また、Amorphousの活動は音楽だけにとどまらず、地域FM局（FM WING）でのラジオパーソナリティー活動や、地元イベントの企画運営、アートワークや映像とのコラボレーションなど、多岐にわたる表現活動を展開している。

## 経歴
- 2010年：らいらいながまさ名義にて北海道帯広市を拠点に、小規模な自主イベントやコラボライブ、サポートキーボディストとしての活動を開始。
- 2012年：FM WINGにて、「平原LINE」放送開始。音楽・カルチャーの情報発信を軸としたスタイルが特徴となり全国的にリスナーを獲得する。
- 2020年：「Amorphous」名義での音源制作・発表を本格化。宅録スタイルでのプロダクションを軸に、BandcampやTuneCoreを通じて配信リリースを開始。1stアルバム「nezunomori」が自身のレーベルMOFRECORDSからの発売ながら、itunesソウル、R&B部門にて14位にチャートインする等、全国的にその名が認知されることとなった。「平原LINE」は現在の「Wondering Music」（月曜19:00〜20:00）となる。東京2020オリンピックの各地の聖火ランナーを特集した「Reborns by the torch」が好評で全国7FM局との共同放送となる。
- 2021年：配信限定シングル「twilight old lily」を配信。
- 2023年：加藤流三弦会代表の加藤恵理奈をfeat.した北海道十勝スカイアースアンセム「Hon Cho shi」を配信限定リリース。
- 2024年：十勝で開催される野外フェス「Ganke Fes」のPRナビゲーターとして、ボイスイベントやSNS連動企画を展開。自身も出演する傍ら、数多くのアーティストとの交流を持つ。また9月には松下映里子フルアルバム「Dazzling」の編曲及びレコーディングに参加し、同年のリリースツアー全公演にキーボーディストとして参加している。
- 2025年：前述の「A dazzling Life」ツアーに全公演参加。及び、2月には地元帯広市の高校へ楽曲「Change」を提供。4月には北海道十勝スカイアース2代目アンセム「Blue Impact」を提供（のち配信リリース）また、6月にはアメリカ合衆国コネチカット州生まれのSSW、tamuraryoとのコラボシングル「ephemeral」をリリースした。またtamuraryo、松下映里子とともにAmorphousとしてもGanke Fes 2025への出演、ライブアクトおよびナビゲーターとしても注目を集めている。また、自身としては初のジャズフェスとして富山県魚津市で開催されたUO !JAZZ2025へも松下映里子とデュオで出演した。

## 音楽スタイルと影響
Amorphousの楽曲は、チルアウト／Lo-fi系ビートにR&Bのボーカルアプローチを組み合わせた独自のスタイルで、「都市と自然の境界」「夜の静寂と心のざわめき」を描くような詩的なサウンドが特徴。
使用機材はNord Stage 2を中心に使用、DAW上でのエフェクト操作、ボーカルのレイヤリングやピッチ操作などを駆使して制作されている。
影響を受けたアーティストとしては、ダニー・ハサウェイ、ドナルド・フェイゲン、アリシア・キーズ、メアリー・J. ブライジ、坂本龍一などが挙げられている。

## ディスコグラフィ
※リリースは主に配信中心のため、以下は主要リリースの抜粋。

### シングル・EP
- 『nezunomori』（2021） └ Amorphousとしての初EP。ジャンルに縛られない自由なサウンドが高く評価され配信サイト等でチャートインする。
- 「twilight old Lily」（2022） └ Lo-fiサウンドと風景や心象をかたどるインストゥルメンタル、MVも公開された。
- 「Blue Impact」（2025）feat. Masahiro Kuriya ex-No.11 └ 北海道十勝スカイアース2代目アンセムとして配信限定リリース。
- 「ephemeral」（2025）feat. tamuraryo └ アメリカ出身SSWのtamuraryoとのコラボシングル。チルポップでありながら、tamuraryoの柔らかいボーカルサウンドが絶妙に融合している。

## 備考
- 使用する言語は主に英語だが、一部日本語詞を取り入れた楽曲も制作している。
- ライブでは、照明・映像との同期演出や即興セッションも取り入れ、音源とは異なるライブ体験を提供している。